# Beta de la Corona Boreal
Beta de la Corona Boreal (β Coronae Borealis) és un estel de magnitud aparent +3,66, el segon més brillant de la constel·lació de la Corona Boreal després d'Alphecca (α Coronae Borealis). Es troba a 114 anys llum del sistema solar. El sistema tradicionalment s'anomenava Nusakan, malgrat que actualment només en designa el component A.

## Nom
L'ortografia àrab de Nusakan és An-Nasaqan i significa «les dues sèries». Prové del terme Masakin, de Kasat al Masakin, nom que els àrabs donaven a la constel·lació de Corona Boreal.
A la Xina, aquest estel forma part de l'asterisme 貫索 (Guàn El seuǒ), «la corretja enrotllada», que també inclou a π Coronae Borealis, θ Coronae Borealis, α Coronae Borealis, γ Coronae Borealis, δ Coronae Borealis, ε Coronae Borealis, ι Coronae Borealis i ρ Coronae Borealis. En conseqüència, β Coronae Borealis és coneguda com a 貫索三 (Guàn Suǒ sān), «el tercer estel de la corretja enrotllada».

## Característiques
Nusakan és un estel binari, amb les seves components separades amb prou feines 0,3 segons d'arc, cosa que correspon a una distància entre elles de 10 UA. El seu període orbital és de 10,5 anys, i la component principal és unes quatre vegades més lluminosa que la secundària. La lluminositat d'aquesta última és 7 vegades major que la del Sol. L'estel principal té una massa aproximadament doble de la del Sol, mentre que el seu acompanyant pot tenir una massa de 1,3 masses solars.
Nusakan habitualment apareix catalogada com a F0p, i la «p» és indicativa de peculiar, en el sentit que el seu espectre d'emissió presenta anomalies en l'abundància de diversos elements químics. Així, és deficient en elements com oxigen, mentre que altres elements com estronci, crom i europi presenten concentracions més altes de l'habitual. En realitat l'estel no està produint grans quantitats d'aquestos elements, sinó que al no existir convecció en el seu interior, alguns elements són arrossegats per radiació a l'exterior, mentre que uns altres s'enfonsen cap a dins. Igual que la major part dels estels peculiars, Nusakan rota lentament, completant un gir en 18,49 dies. El seu camp magnètic és molt gran, més de 10.000 vegades major que el camp magnètic terrestre.
Nusakan està catalogada com a variable Alfa² Canum Venaticorum. La seva lluentor varia 0,07 magnituds al llarg del seu període de rotació.